# 格拉斯哥十字
55°51′24″N 4°14′38″W / 55.85659°N 4.24379°W

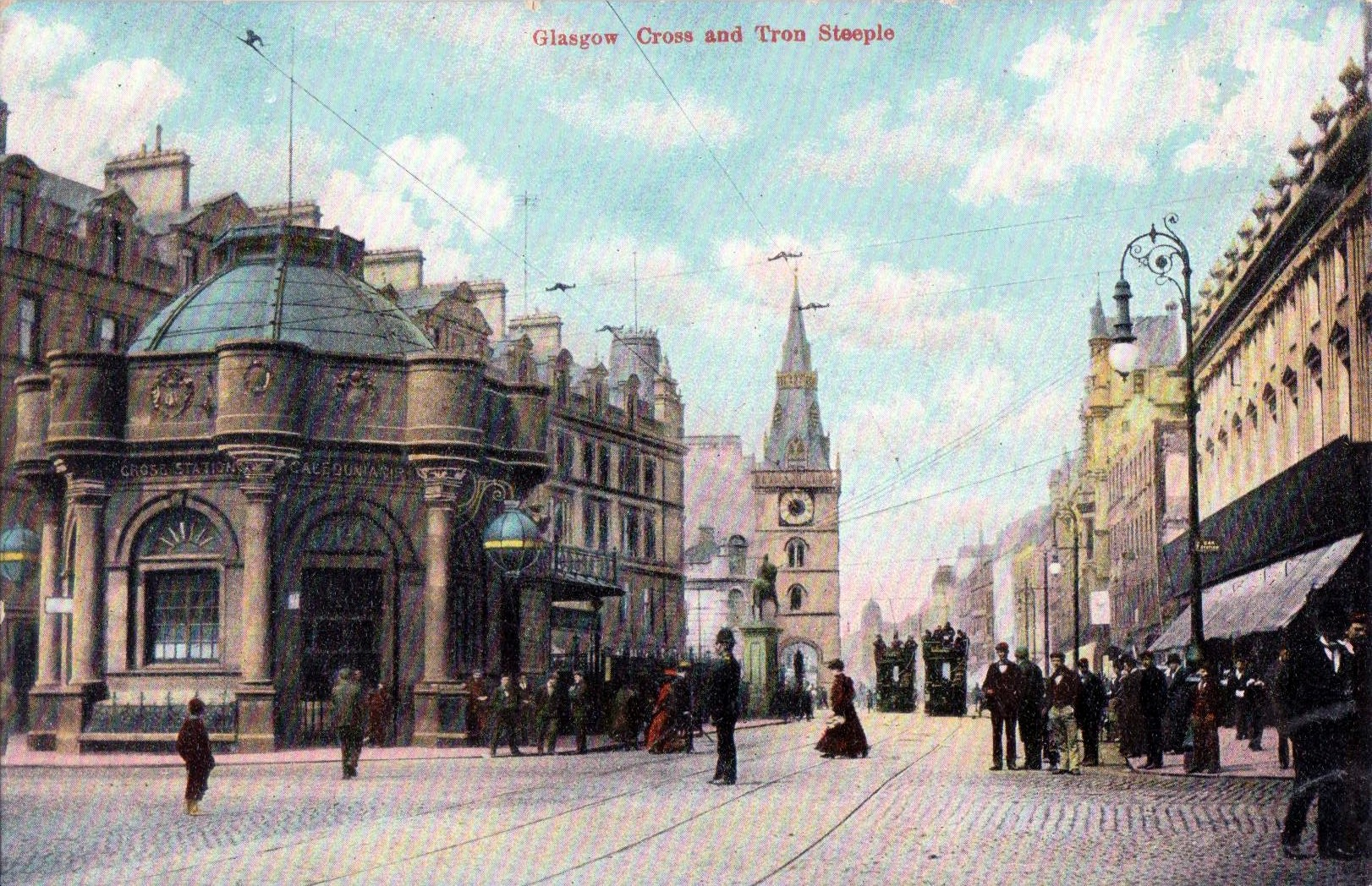

格拉斯哥十字（Glasgow Cross）是格拉斯哥市中心的一个主要交叉路口，向周围放射出5条街道：向北是高街（High Street），向东是Gallowgate和伦敦路，向南是盐市街（Saltmarket），向西是Trongate，通往Merchant City。主要特征是托尔博斯尖塔（Tolbooth Steeple），是17世纪托尔博斯的一部分。
此处有约翰·奥吉尔维的纪念碑，他于1615年3月10日在格拉斯哥十字殉道。mercat 十字于1929-30年由威廉·乔治·布莱克委任建造，由建筑师Edith Hughes设计。
在格拉斯哥十字中间的岛上的是托尔博斯尖塔，建于1625-1626年，位于当时格拉斯哥主要街道的交叉点。尖塔是在1921年拆除的旧托尔博斯建筑遗留下来的东西.托尔博斯是格拉斯哥市议会的会议地点，直到1814年，市议会出售托尔博斯，搬到盐市街的监狱广场，最后移动到目前的所在地乔治广场。126英尺高的尖塔在2008年修复。

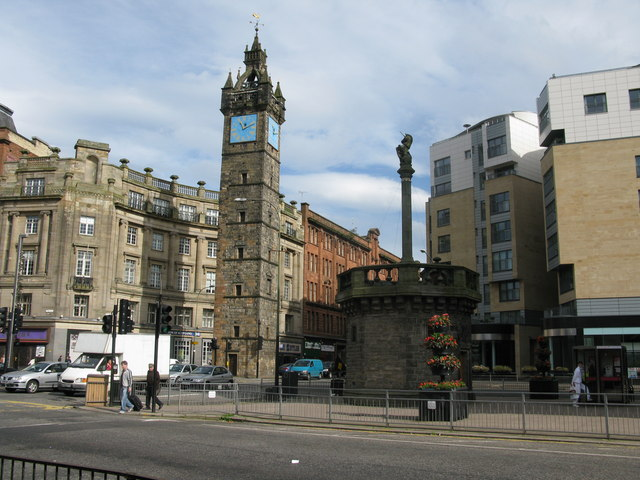